# Benoît de Nursie
Pour les articles homonymes, voir Saint Benoît et Benoît.
Benoît de Nursie (en italien : Norcia ; en latin : Benedictus de Nursia), saint Benoît (en latin : Sanctus Benedictus de Nursia) pour les catholiques et les orthodoxes, né vers 480 à Nursie en Ombrie et mort en 547 dans le monastère du Mont-Cassin, est le fondateur de l'ordre des Bénédictins et a largement inspiré le monachisme occidental ultérieur.
Il est considéré par les catholiques et les orthodoxes comme le patriarche des moines d'Occident, grâce à sa règle qui a eu un impact majeur sur le monachisme occidental et même sur la civilisation européenne médiévale. Il est souvent représenté avec l'habit bénédictin (coule noire), une crosse d'abbé, ainsi qu'une bible.
Saint Benoît est fêté le 11 juillet, date de la célébration de la translation de ses reliques à l'abbaye de Saint-Benoît-sur-Loire.

## Hagiographie
Selon l'historien Daniel-Odon Hurel, « la vie de Benoît répond à un genre littéraire hagiographique dans lequel se succèdent des moments clés : conversion, fondation, miracles, charisme, sainte mort ».

### Enfance

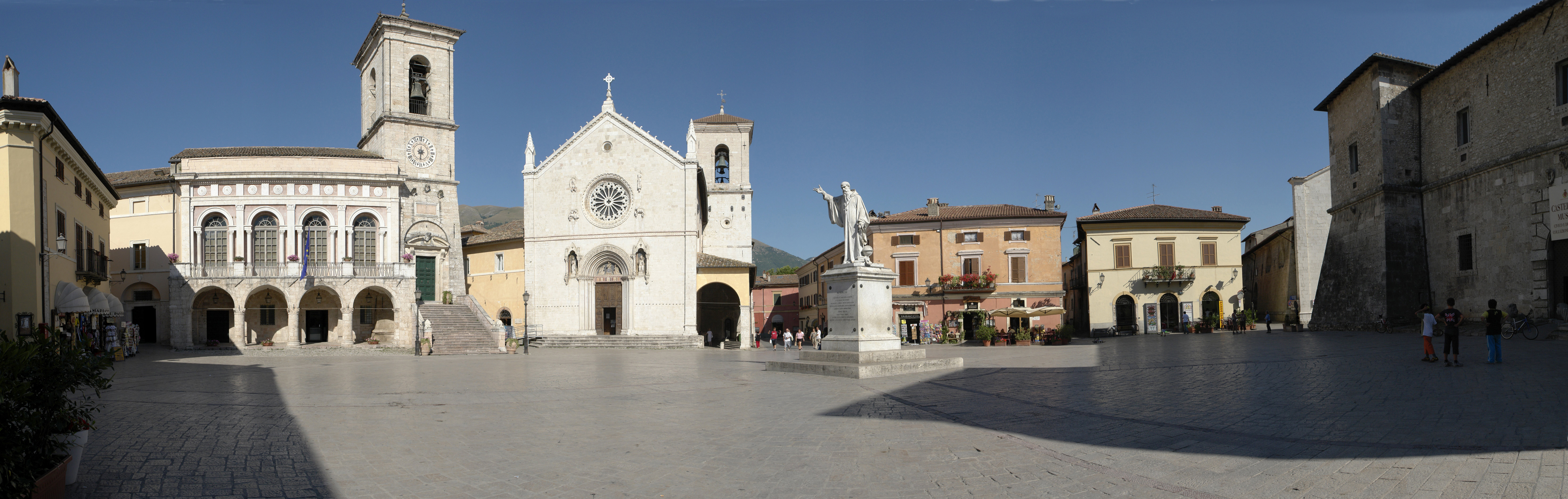
Piazza San Benedetto donnant sur le portail principal de la basilique Saint Benoît de Norcia, Ombrie, Italie.

Benoît naît vers 480, issu d'une famille noble romaine de Nursie (Norcia, à 110 km au NNE de Rome), en Ombrie,. Son père Eutrope, fils de Justinien Probus, de la gens Anicia, est consul et capitaine général des Romains dans la région de Nursie, sa mère Abbondanza Claudia de' Reguardati di Norcia appartient à la famille Reguardati, des comtes de Nursie. Il a une sœur, Scholastique. Il naît dans une famille chrétienne qui le nomme Benoît, prénom chrétien signifiant « béni ».
Son enfance se déroule à Nursie, où il vit avec ses parents et reçoit une bonne instruction. À cette époque, les enfants de l'aristocratie sont placés sous la direction d'un esclave particulièrement instruit, ce qui fut sans doute le cas de Benoît. Nursie possède alors deux églises où le culte de deux saints est déjà développé : saint Eutychius et saint Florentius. Arrivé à l'âge de l'adolescence, Benoît quitte sa famille, comme la majorité des enfants de la noblesse italienne, pour faire des études libérales. Il part pour Rome, sans doute afin d'y étudier le droit et les lettres classiques, études obligées des jeunes destinés aux responsabilités administratives.
Benoît part avec sa gouvernante et arrive à Rome vers l'an 495. La tradition précise qu'ils s'installent sur la rive droite du Tibre, près de l'Aventin, dans ce qui deviendra plus tard l'église Saint-Benoît.
Rome est alors une ville de près de 450 000 habitants, tandis que la politique intérieure de Théodoric le Grand favorise la paix et l'activité des artistes et des administrateurs romains. Le roi cherche à embellir et restaurer la ville, et de nombreuses fêtes font de Rome une ville dynamique. Le mode de vie romain et le désordre moral où sombrent ses compagnons choquent rapidement Benoît, qui décide de fuir avec Cyrilla afin de pouvoir se consacrer entièrement à la Bible. Son départ est motivé par la peur de « tomber dans l'abîme des vices, de l'ambition et de la sensualité ». Il choisit « la science du non-savoir et la docte ignorance ». C'est son fond profondément religieux qui pousse Benoît à quitter Rome et la carrière qui lui était promise,.
Sa gouvernante et lui quittent la ville par la porte Tiburtine et marchent vers le sud. Ils s'arrêtent à Enfide, où ils trouvent refuge dans l'église San Pietro. Enfide (actuellement Affile) est une localité située à 50 kilomètres de Rome, sur le versant des monts Ernici. C'est dans cette localité qu'aurait eu lieu le premier miracle de Benoît : sa servante ayant par maladresse cassé en deux un crible emprunté à une voisine, Benoît prie et l'ustensile se répare sans présenter de trace de fêlure. Ce miracle conduit à sa soudaine popularité, il décide alors de fuir tout son entourage pour « aller dans le désert » dans la localité voisine de Subiaco et y mener une vie érémitique. Dans le récit de Grégoire le Grand, Benoît ne part plus pour fuir le vice, mais « plus avide de souffrir les maux de ce monde que de jouir de ses louanges, d'endurer les travaux pour Dieu plutôt que de s'élever par les faveurs de la vie ». Le départ pour la vie érémitique est une quête de Dieu.

### Vie érémitique

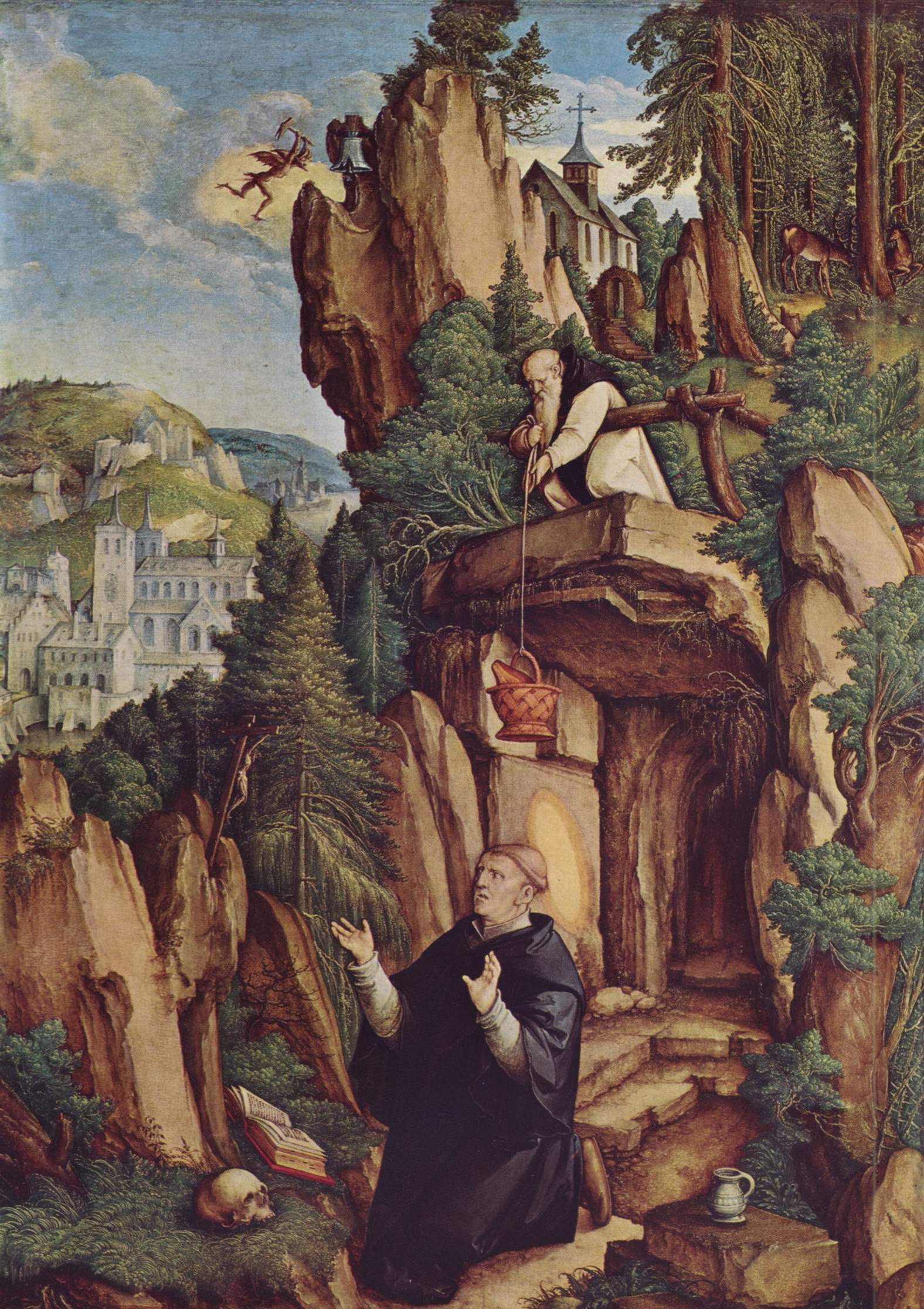
Saint Benoît en prière, 1530, Maître de Meßkirch, Staatsgalerie (Stuttgart).

Un certain jour, alors qu'il est seul, Benoît commence à penser à une femme très belle qu'il a rencontrée lors de son séjour à Rome. Face à cette tentation de retourner dans le monde, il se roule nu dans un buisson d’épines et d’orties et s'immunise ainsi contre toute tentation ultérieure,.
Dans sa quête de solitude, qui ressemble à celle d'Antoine le Grand, Benoît rencontre à Subiaco un moine, nommé Romain, à qui il demande de lui indiquer un lieu peu visible et difficilement accessible. Ce moine lui montre une grotte, au pied d'une falaise, où Benoît s'installe. La grotte sera baptisée plus tard la Sacro Speco, la Sainte Grotte.
L'amitié entre le moine et Benoît se concrétise par une aide matérielle : le moine lui apporte régulièrement de la nourriture ainsi que des textes à l'aide d'un panier accroché à une corde et une clochette. C'est ce même moine romain qui donne à Benoît ses premiers habits religieux, le recevant ainsi dans les ordres mineurs. Benoît suit alors le mode de vie des anachorètes, inauguré par Paul de Thèbes et poursuivi par Antoine le Grand, Jérôme de Stridon, Basile de Césarée, assez courant dans le monde romain depuis le IIIe siècle.
La vie érémétique de Benoît s'arrête au bout de trois ans, quand le moine Romain ne vient plus le visiter, peut-être pour cause de décès. C'est au cours de la nuit de Pâques, alors que Benoît a perdu toute notion de calendrier, qu'un curé de campagne est incité en songe à lui apporter de la nourriture. Il écoute la voix du songe et, peu après, parle de Benoît autour de lui. La renommée de Benoît croît et de nombreuses personnes des alentours lui rendent visite.

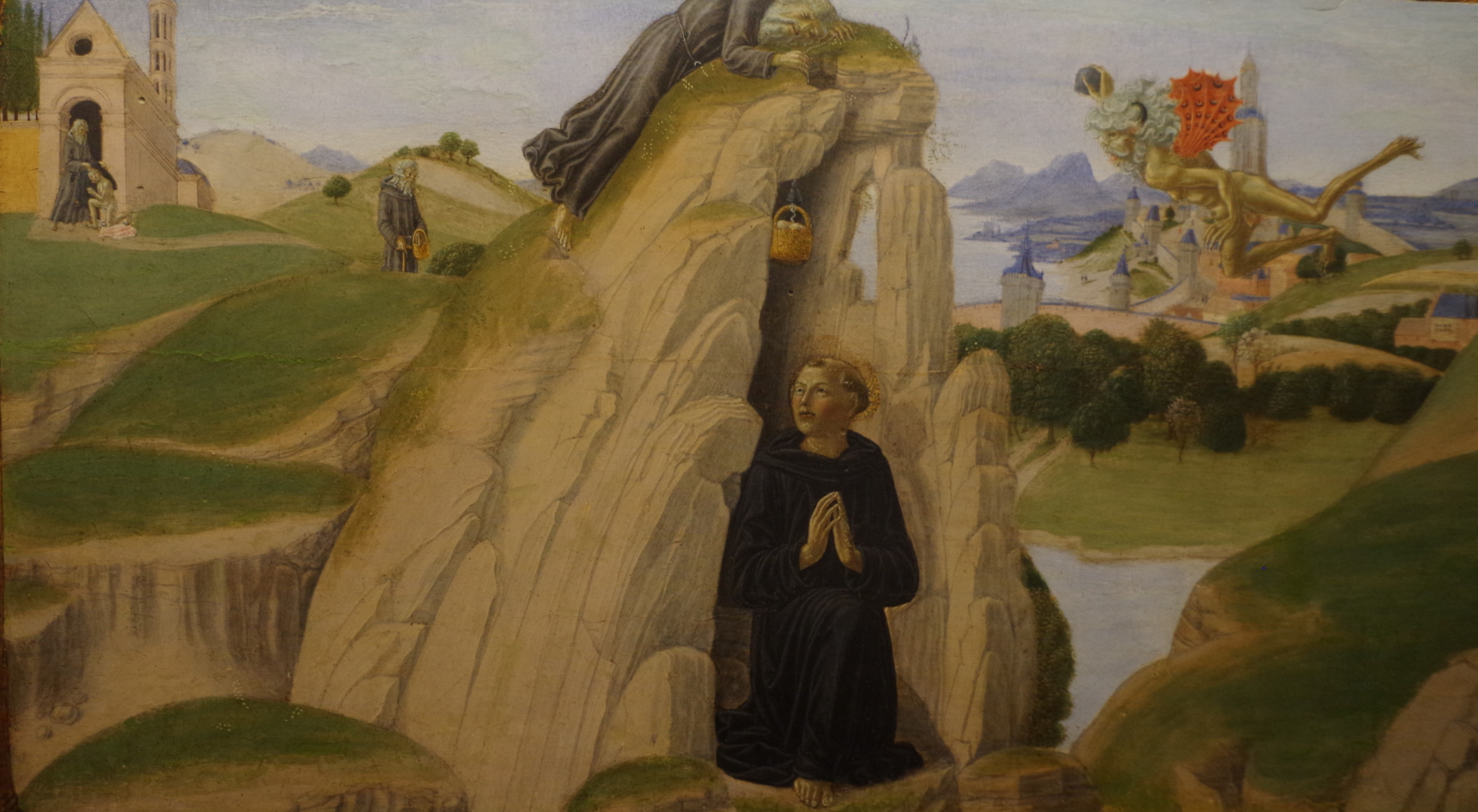
Saint Benoit en prière, Neroccio dei Landi, vers 1480.

Peu de temps après, des moines ayant perdu leur supérieur demandent à Benoît de devenir leur abbé. Après avoir décliné une première fois l'invitation, il se laisse finalement convaincre et décide alors de quitter sa grotte pour Vicovaro.

### Premier abbatiat à Vicovaro
C'est vers 510, que Benoît devient abbé pour la première fois. Très vite il se rend compte que sa communauté de Vicovaro ne respecte pas rigoureusement la règle de saint Pacôme qui avait organisé les premières communautés religieuses. Benoît cherche à y restaurer l'ordre, en rétablissant l'autorité et les pénitences. Très vite les moines regrettent de l'avoir élu abbé. Ils cherchent alors à l'empoisonner en mélangeant des herbes vénéneuses à son vin. Lors du bénédicité, Benoît fait un signe de croix et sa coupe de vin se brise,. Sans violence, il décide de partir et de retrouver la solitude de sa grotte,.
Benoît semble soulagé de retourner à sa retraite : « Il revint alors au lieu de sa chère solitude et, seul sous le regard de Celui qui voit d'en-haut, il habita avec lui-même ».

### Fondation des premiers monastères

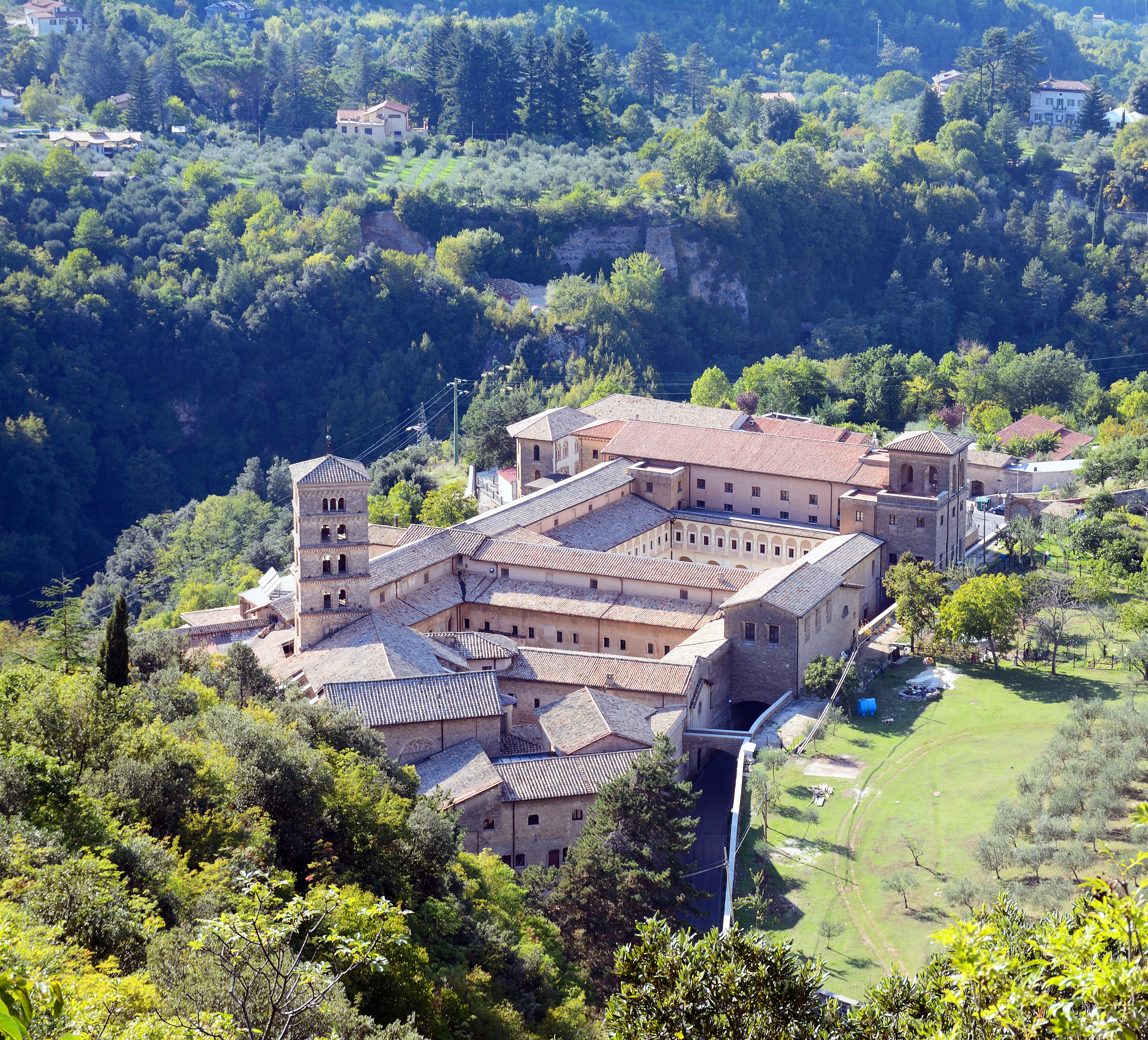
Abbaye territoriale de Subiaco, Italie.

Alors qu'il vit retiré dans sa grotte, il voit venir à lui quantité de disciples désireux de « servir avec lui le Dieu tout-puissant ». Il quitte sa grotte et décide de s'installer avec ses disciples en bordure d'un lac, à Subiaco, où il restera entre vingt et trente ans.
La fondation d'un monastère est régie depuis le concile de Chalcédoine par l'autorisation de l'évêque. Benoît a donc sans doute reçu l'approbation de l'évêque du lieu pour fonder cette communauté.
Pour tout ce monde, il construit douze maisons, avec — pour chacune — douze moines et un abbé. Lui-même, Benoît, demeure dans une treizième maison, se chargeant d'y former les jeunes recrues. Parmi les jeunes gens venus se présenter, il y en a « de bonne espérance » : Maur, qui devient rapidement son auxiliaire, et le tout jeune Placide.
Chaque nouvelle maison, ou petit monastère, est confiée au patronage d'un saint. Benoît s'inspire en grande partie de l'exemple de Sabas le Sanctifié. Mais il refuse les dérives des communautés cénobitiques d'Orient, car il est opposé à leurs pénitences excessives. Il insiste sur la nécessité de l'humilité plutôt que sur les mortifications.
Dans Dialogues, Livre II, Grégoire le Grand rapporte quelques prodiges survenus sur le site de Subiaco :
- au chapitre V : trois des petits monastères, situés au haut d’une montagne, manquent d’eau. Les occupants désirent changer d’emplacement, mais Benoît leur recommande de frapper le sol à l'endroit qu'il a marqué de trois pierres, et le lendemain en jaillit une source abondante ;
- au chapitre VI : un Goth attiré par la vie monastique, pauvre d’esprit mais acharné au travail, occupé à débroussailler sur le bord du lac, frappe si fort de sa faucille que le fer se détache et tombe dans l’eau profonde. Informé de l'incident, Benoît s’approche du lac, prend le manche de l’outil et le dépose dans l’eau : la lame remonte des profondeurs et se réajuste sur le manche ;
- au chapitre VII : le petit Placide, en puisant l’eau du lac, y tombe et est entraîné très loin du rivage. Benoît, de sa cellule, voit la chose et ordonne à Maur de courir au secours de l’enfant. Maur s’en va en hâte et court sur l’eau ; après coup seulement il se rend compte du miracle, miracle que Benoît attribue à l’obéissance de son disciple, tandis que celui-ci l’attribue à l’ordre de son abbé. Placide, quant à lui, attribue le prodige à Benoît car, « au moment où j’ai été tiré de l’eau, j’ai vu au-dessus de ma tête le manteau de l’abbé, et j’avais l’impression que c’était lui qui me tirait de l’eau »[8].

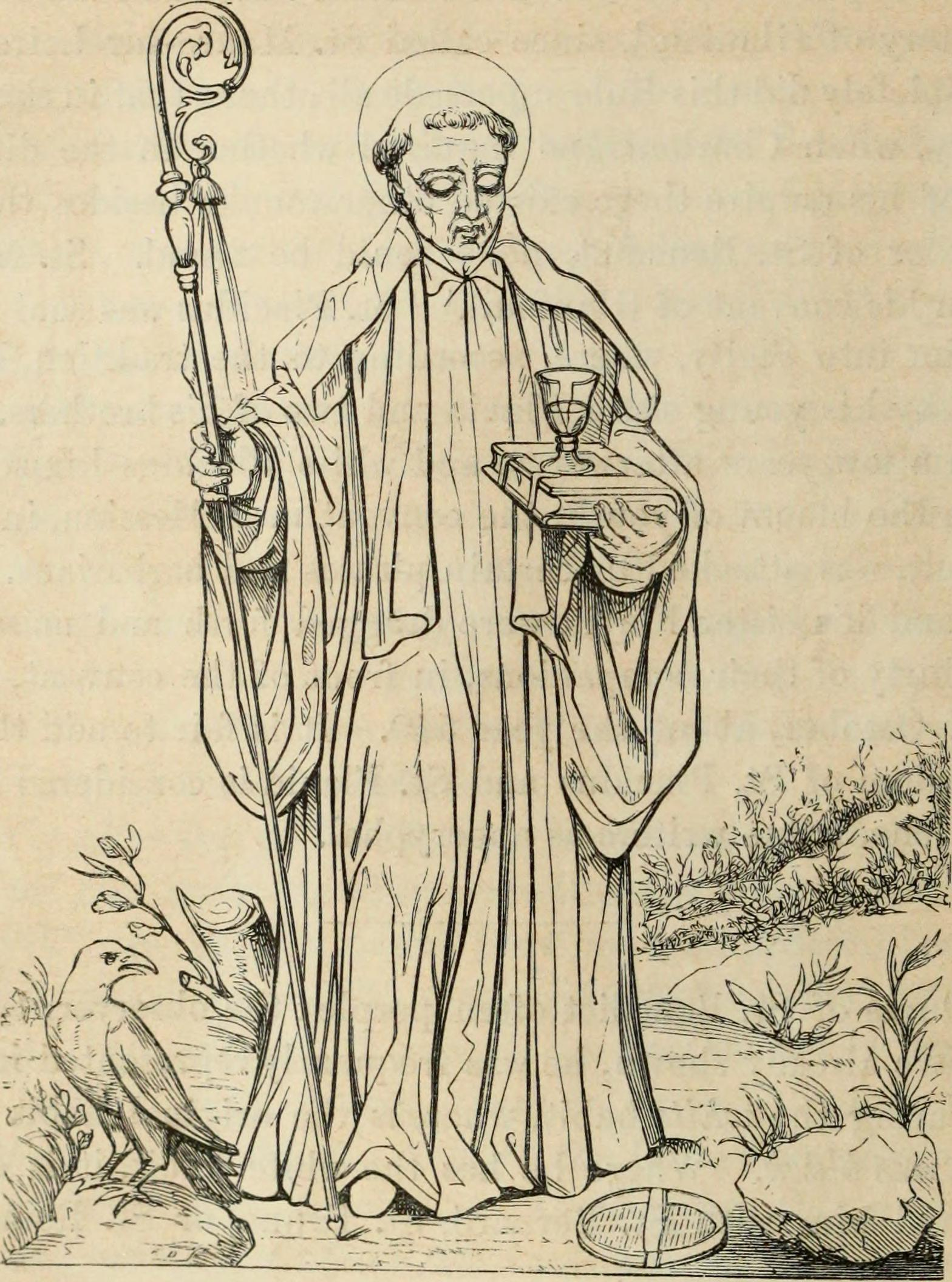
Saint Benoît d'après une gravure de Wierix, 1867.

Sa piété et sa renommée attirent de plus en plus de personnes auprès de Benoît, au point qu'un des prêtres de la région, Florentius, jaloux de son influence, cherche à en diminuer l'éclat : il calomnie Benoît, puis interdit à ses paroissiens d'aller le voir. Il envoie à Benoît un pain empoisonné, destiné à être béni et partagé conformément à la pratique chrétienne appelée eulogie. Benoît, soupçonnant la malveillance de Florentius, présente le pain à un corbeau apprivoisé et lui ordonne d'emporter au loin le funeste cadeau.
Après avoir évité la tentative d'empoisonnement par le vin, Benoît déjoue le complot d'empoisonnement par le pain. Enfin, Florentius envoie sept femmes païennes nues danser aux abords des monastères, afin de réveiller le désir sexuel des jeunes moines,.
Devant l'hostilité de Florentius, Benoît, accompagné de quelques moines, décide de quitter Subiaco, laissant au frère Maur la charge des moines restants. Au moment de son départ, Benoît apprend que le père Florentius vient juste de décéder dans l'écroulement de sa maison et pleure cependant la mort de son ennemi. Il ne modifie pas sa décision de quitter ce lieu hostile, craignant pour la vie de ses moines,.

### Occupation du mont Cassin

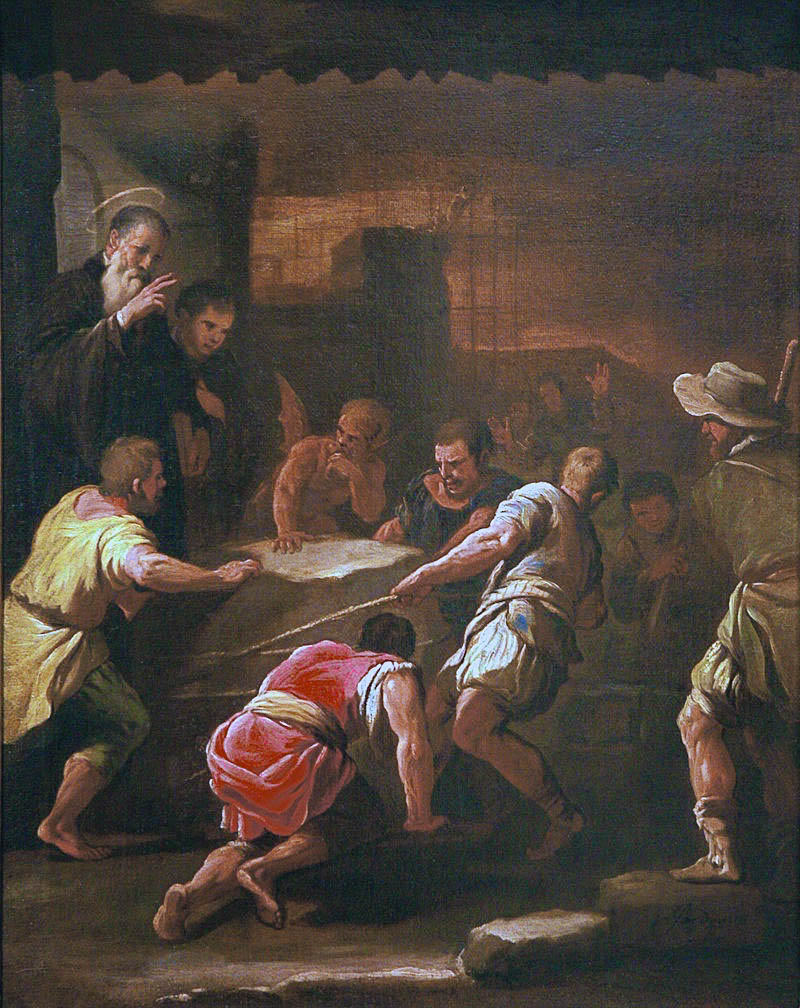
Représentation d'un miracle de Benoît lors de la construction du Mont-Cassin, Luca Giordano, 1680.

De Subiaco, Benoît et ses compagnons partent (en 529 ?) vers un bourg au flanc d'une montagne, dans une région plus aride et alors moins christianisée, pour s'installer au lieu-dit Cassino, le mont Cassin,. Ce lieu avait été un camp de la légion romaine.
Dans un bois des environs, vivait un moine ermite prénommé Martin. Pour résister à l'attrait du monde, il vit attaché à un arbre. Arrivé sur place, Benoît le convainc de détacher ses chaînes afin de vivre pour Dieu par amour, et non par crainte du monde. L'ermite accepte et devient l'un de ses moines. Par ailleurs, les moines diffusent le christianisme auprès des habitants des alentours.
Certains bois sont des lieux de culte et de dévotion aux anciens dieux et, lors de la construction de l'abbaye, des murs s'effondrent à plusieurs reprises, « poussés par les démons » disent les biographes. Ces lieux avaient abrité un ancien temple d'Apollon et de Jupiter. Selon les biographies orales de saint Benoît, les manifestations démoniaques cessent après la découverte et la destruction des idoles trouvées sur place,. Avec les anciennes pierres des temples, les moines élèvent une chapelle dédiée à saint Martin de Tours, et un oratoire est placé sous la protection de saint Jean le Baptiste. Le récit de la vie de Benoît le montre faisant face aux difficultés et aux manifestations démoniaques par la prière.

### Construction du monastère de Terracine
Un homme pieux demande à Benoît d'envoyer des moines pour ériger un monastère dans son domaine situé près de la ville de Terracine, dans le Latium. Accédant à sa demande, Benoît forme une délégation de frères conduite par un Père et son second, avec pour mission de concrétiser le projet. Avant leur départ, Benoît leur promet d'être auprès d'eux, un jour donné, pour désigner l'emplacement de chacune des pièces du monastère. La nuit précédant le jour promis, le Père et son second reçoivent en songe — avec beaucoup de détails et une étonnante précision — tous les renseignements attendus. Peu convaincus de la fiabilité de leur vision, ils attendent cependant la présence physique de Benoît. « Ne vous suis-je pas apparu à l'un et à l'autre pendant votre sommeil et ne vous ai-je pas désigné chaque endroit ? ». Ce fut le dernier monastère à la construction duquel participa saint Benoît.

## Miracles, prodiges et prophéties
Voir à la section “Liens externes“, « De la vie et des miracles du saint abbé Benoît », Dialogues, livre second, par saint Grégoire le Grand.
Les Dialogues de Grégoire relatent que durant la construction du monastère du Mont-Cassin, le démon rend une pierre tellement lourde que les frères ne parviennent pas à la déplacer, jusqu'à ce que la prière de Benoît intervienne. C'est encore le démon qui, dans la cuisine où l'on a déposé une idole trouvée en terre, donne l'illusion d'un incendie ; la prière de l'abbé guérit les frères victimes de cette hallucination. Le diable fait s'écrouler un mur sur un jeune moine ; la victime est bien mal en point, mais Benoît accourt, prie, et le moine peut se remettre aussitôt au travail.

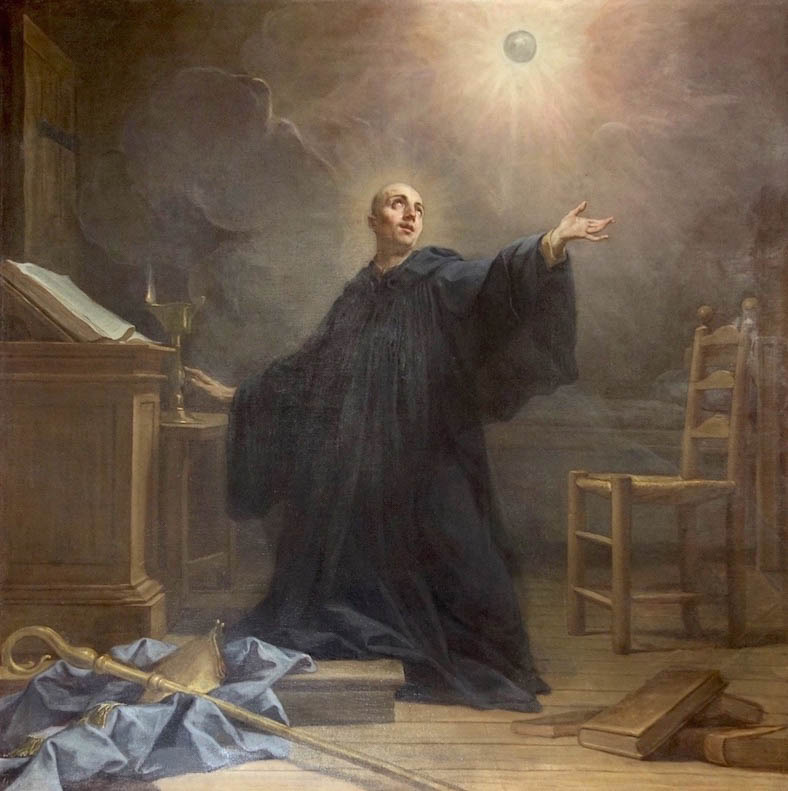
Saint Benoît en prière de Jean Restout (1746). Église Saint-Gilles de Bourg-la-Reine.

Ces mêmes Dialogues relatent qu'au cours des années qui suivent, la vie de Benoît est marquée par une perception surnaturelle et le don de prophétie. À plusieurs reprises, il a la connaissance mystérieuse d'une infraction aux règles, celle d'un moine qui aurait conservé des dons, oubliant de ce fait le vœu de pauvreté, celle d'un autre moine qui a oublié de jeûner, etc..
La réputation de prophète de Benoît incite le roi ostrogoth Totila à vouloir le rencontrer. Mais le jour venu, il envoie à sa place son écuyer Rigo, revêtu des habits royaux et entouré d'une escorte royale. Dès que Benoît aperçoit Rigo, il lui crie de loin : « Mon fils, laisse là ce que tu portes : ce n'est pas à toi. » Tout penaud, Rigo rapporte la chose à son maître, lequel alors rencontre Benoît, qui lui reproche vivement sa cruauté lors de ses combats et prophétise son règne de neuf ans et sa mort la dixième année,. Le récit décrit de nombreuses prophéties de Benoît notamment sur le Mont-Cassin et sa future destruction.
Grégoire rapporte que Benoît avait assuré à l'évêque de Canosa que Rome ne serait pas anéantie par les Barbares, mais ébranlée par les tempêtes, les cataclysmes, les cyclones et les tremblements de terre. Autre prophétie que Benoît fit un jour : « Tout ce monastère que j'ai construit […] a été livré aux païens par un jugement de Dieu tout-puissant. À peine ai-je pu obtenir que les vies me soient concédées. » Dans la destruction, en 589, du Mont-Cassin par les Lombards, pas un moine n'a été tué.
Enfin, l'année de son trépas (547), il prédit à quelques frères le jour de sa mort. Six jours avant, il fait ouvrir sa tombe. Quand la fièvre le prend, il se fait porter à l'oratoire, communie, puis appuyant ses membres affaiblis sur les bras de ses disciples, se met debout, les mains levées au ciel et, dans un dernier souffle, murmure des prières. Ce jour-là, deux frères ont une vision identique : celle d'une voie jonchée de tapis et brillant d'innombrables feux qui, droit vers l'orient, va de la cellule de Benoît jusqu'au ciel. Benoît sera enseveli dans l'oratoire de Saint-Jean-Baptiste qu'il avait fait ériger sur le Mont-Cassin, à l’emplacement du temple d’Apollon.

## Réminiscences bibliques
Au cours du séjour de Benoît à Subiaco et au Mont-Cassin, nombre de miracles relatés par Grégoire le Grand sont interprétés par certains analystes comme la répétition de miracles analogues de l'Ancien et du Nouveau Testament, en particulier des miracles attribués aux prophètes Élie et Élisée. Les quelques exemples qui suivent ont pu justifier cette impression :
Le départ de Benoît pour plaire à Dieu, rappelle le départ d'Abraham qui quitte sa terre et sa famille.
Le premier miracle mentionné dans la vie de Benoît et qui survient à Enfide, rappelle le premier miracle de Jésus aux noces de Cana : Jésus débute la série de miracles par affection pour une femme, sa mère. Dans cet épisode, Benoît commence de même ses miracles par compassion pour sa nourrice, qui est comme une mère pour lui. Benoît, à travers ce miracle, ressemble au Christ.
La source jaillissant à l'endroit marqué de trois pierres par Benoît, pour alimenter en eau trois monastères, renvoie à Moïse dans le désert, qui, lors de l'exode, fait jaillir de l'eau du rocher d'Horeb,.
La tentative d'empoisonnement perpétrée par le prêtre Florentius rappelle la trahison de Judas Iscariote : le baiser, censé être un signe d'affection et d'amitié, est le signe de la traîtrise de Judas. Dans le récit de la vie de Benoît, ce baiser est remplacé par l'offrande du pain. De même la présence du corbeau obéissant à Benoît rappelle la vie du prophète Élie, qui reçoit dans le désert le pain d'un corbeau,.
Le prodige de Maur, délégué par Benoît pour sauver de la noyade le petit Placide, renvoie au récit biblique de Jésus marchant sur les eaux du lac de Génésareth et invitant Pierre à faire de même.
Benoît prédit l'avenir et prévoit les futures catastrophes, comme Élie et Élisée.
Le jour de son trépas, deux frères observent une traînée lumineuse allant de la cellule de Benoît, droit vers l'orient jusqu'au ciel. Ce phénomène rappelle la montée au ciel d'Élie dans un char de feu.
Benoît se roule tout nu dans les orties et les épines pour chasser le souvenir d'une femme très belle et réprimer la tentation de la chair, rappelant ainsi la fuite de Joseph devant la femme de Putiphar.
Le Christ souligne le geste d'amour de Marie Madeleine au banquet chez Simon, thème mis en relation avec l'épisode Benoît démasque le faux Totila et reconnaît le vrai. L'épisode de la lame de faucille réunie miraculeusement à son manche renvoie au prophète Élisée,.
Benoît ayant la connaissance mystérieuse d'infractions aux règles, révèle des fautes cachées comme le fait le prophète Élisée.

## Règle bénédictine et vie religieuse

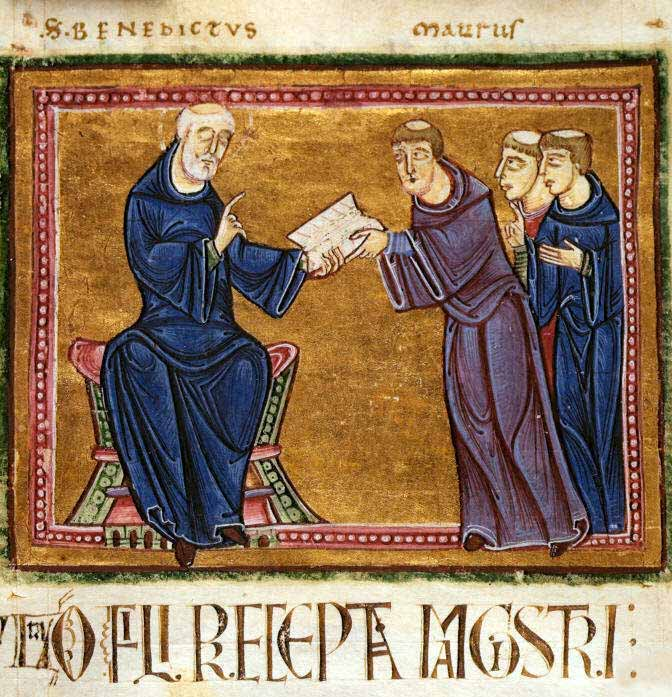
Saint Benoît donnant sa règle à son disciple saint Maur.

Benoît interpelle un frère qui porte une lampe, l'un des services au sein de la communauté. Ce moine d'origine aristocratique et qui aurait trouvé ce service indigne de son rang, est vivement réprimandé par Benoît qui y voit de l'orgueil. La règle de saint Benoît prévoit ainsi de retirer sa fonction à une personne, si cela fait rejaillir son orgueil.
Au monastère du Mont-Cassin, Benoît organise progressivement la vie des moines, insistant pour qu'elle soit tournée vers Dieu : « Qu'on ne mette rien, absolument rien, avant le Christ qui daigne nous conduire à la vie éternelle ».
Vers 540, il établit à leur intention une règle de vie, appelée ensuite la règle bénédictine, dont l'expansion sera immense et qui sera par la suite reprise et codifiée par saint Benoît d'Aniane. Inspirée de l'Écriture sainte, elle recommande aux moines, qui vivent en communautés dirigées par un abbé, de respecter quatre principes essentiels :
1. la modération (discretio, en latin) qui est présente dans les usages quotidiens de la nourriture, de la boisson et du sommeil ;
2. la gravité qui a pour corollaire le silence ;
3. l'austérité qui implique l'éloignement du monde et le renoncement à la possession ;
4. la douceur faite de bonté, d'amour évangélique, d'hospitalité exercée envers les humbles.

Astreints à la lecture et au travail manuel, les moines doivent se consacrer au service de Dieu qui culmine dans l'office divin. La vie monastique est répartie d’une façon rigoureuse, tout en laissant place à l’indulgence envers les limites individuelles. Elle comprend des temps de prière, de lecture et de travail manuel. L’organisation de la vie cénobitique est rythmée par l'alternance de tâches régulières et quotidiennes et de célébration des offices. Ainsi les trois pôles de la vie monastique, la prière, le travail, et la lecture, deviennent un moyen pour se consacrer au service de Dieu. D'où la célèbre devise bénédictine, qui n'apparaît pourtant pas dans la Règle : Ora et labora (Prie et travaille, en latin).

## Héritage spirituel

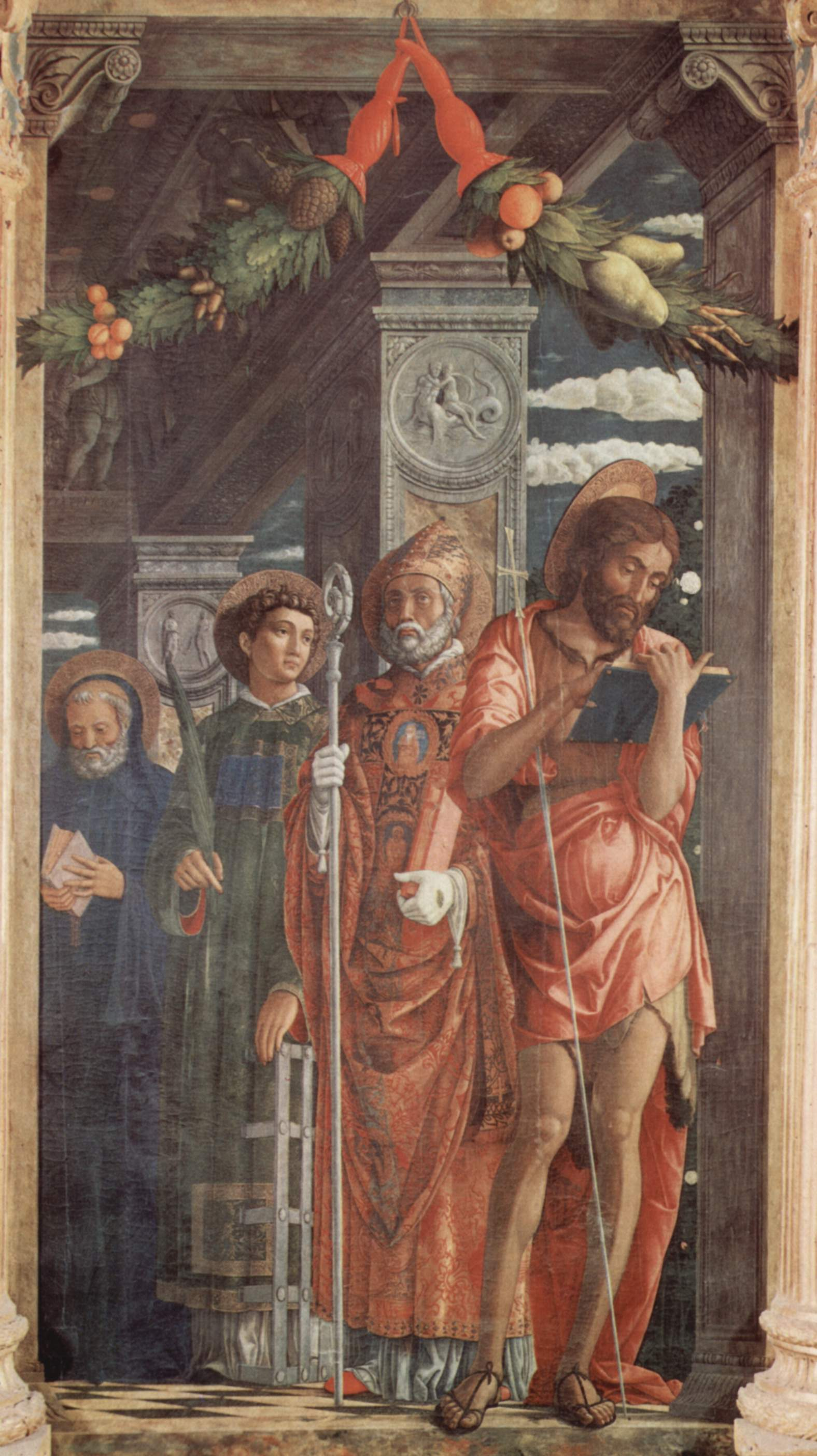
Saint Benoît aux côtés de Jean le Baptiste, Grégoire le Grand et saint Laurent, sur un détail du retable de San Zeno à Vérone.

### La vie monastique chrétienne
Son influence est considérable sur le monachisme en Occident et dans le monde, ainsi que sur toute la vie intellectuelle du christianisme, surtout grâce à la Règle de saint Benoît. Cette règle propose, en même temps qu'un cheminement vers Dieu, un idéal de vie en collectivité. Elle est parfois prise comme exemple pour l'organisation en entreprise.
La règle est reprise par Benoît d'Aniane au IXe siècle, avant les invasions des Vikings : il la commente, et est à l'origine de son expansion dans toute l'Europe carolingienne, à travers notamment les ordres de Cluny et de Cîteaux. Chacun des ordres qui suivent la règle de saint Benoît en a sa propre interprétation: l’ordre de Cîteaux insiste sur le travail manuel, l’ordre de Cluny sur la liturgie, les Congrégations de Saint-Vanne et de Saint-Maur, sur le travail intellectuel. Aujourd'hui encore, la Règle est vécue différemment par les héritiers de saint Benoît : mais ils sont fidèles en cela à la pensée du fondateur qui, dans sa règle, laisse une part prépondérante aux décisions de chaque abbé, en fonction de la situation de chaque communauté.
Après la suppression de l'ordre en France à la Révolution, Dom Guéranger fait renaître l'ordre bénédictin à Solesmes en 1833. L’abbaye de Saint-Benoît-sur-Loire, quant à elle, a pu à nouveau accueillir une communauté en provenance de l’abbaye de la Pierre-Qui-Vire, fondée au XIXe siècle dans le Morvan.

### Les psaumes et la liturgie des Heures
Le Livre des Psaumes, que la tradition hébraïque attribue à David, a une place importante dans la liturgie et la prière des moines. En Orient, certains ermites mettent un point d'honneur à réciter les 150 psaumes tous les jours. Face à ces excès, Benoît répartit la récitation des psaumes non pas dans la journée, mais dans la semaine. Les moines pourront en réciter plus s'ils le souhaitent mais sans l'imposer aux autres.
Cette réforme, conduisant à la division du psautier, a de nombreuses conséquences : elle permet de ventiler la récitation des psaumes selon les différents moments de la journée. Les psaumes qui parlent de la résurrection sont récités le matin, et les psaumes concernant le sommeil ou la nuit, lors des complies (psaume 4, psaume 130). Par ailleurs, le fait de ne pas réciter tous les psaumes dans la journée mais au cours de la semaine, permet de donner une place plus importante à la récitation de chaque psaume, donc au développement des chants et notamment, au cours des offices des moines, au chant grégorien.
Cette division du psautier a inspiré la Liturgie des Heures, la prière commune de l'Église catholique romaine.

## Sources de la biographie de Benoît
La seule authentique biographie de saint Benoît qui nous soit parvenue, figure dans les 38 chapitres du livre II des Dialogues sur la vie et les miracles des Pères italiens et sur l'éternité des âmes, texte hagiographique de Grégoire le Grand qu'il faut utiliser avec circonspection,,.
Grégoire le Grand, né vers 540, fonde différents monastères puis prend l'habit monastique à son tour : ce furent, selon lui, les plus belles années de sa vie. Appelé par le pape Pélage II, il est nommé évêque et, après une mission à Constantinople, revient dans son monastère. À la mort du pape Pélage II, en 590, il est à son tour élu pape. Entre juillet 593 et novembre 594, il se consacre à l'écriture de la vie de saints italiens à travers les quatre livres qui composent les Dialogues. La rédaction des Dialogues s'inspire de récits recueillis par les chrétiens sur la vie des saints. Grégoire le Grand cherche à diffuser parmi le peuple l'exemple édifiant des nombreux saints du passé. Les livres I et III résument la vie de cinquante saints, mais la biographie de saint Benoît est particulièrement importante et étoffée : le deuxième livre des Dialogues lui est entièrement consacré.
Grégoire le Grand écrit la vie de Benoît plus de quarante ans après sa mort, à partir de nombreux témoignages et sources. Grégoire s'appuie sur le témoignage de quatre abbés, dont deux seront ses successeurs : Constantin, qui lui succède comme abbé du Mont-Cassin, et Simplicius, troisième abbé du Mont-Cassin, Valentinien, un ancien moine de Benoît de Nursie devenu abbé du Latran à Rome, et enfin Honorat, « le seul à être encore en vie au moment où Grégoire écrit », abbé de Subiaco,.
L'unique biographie de Benoît de Nursie échappe cependant aux canons de l'historiographie actuelle : le récit de Grégoire le Grand donne à la figure de Benoît de Nursie une dimension quasi biblique, mettant l'accent sur les prodiges, les miracles, les prophéties. Il veut donner au récit biographique de Benoît une dimension plus spirituelle qu'historique. Lorsqu'on passe aux miracles, au merveilleux, aux « diableries », il importe d'être réservé.
Les sources iconographiques elles aussi sont lacunaires, aucun portrait de Benoît de Nursie n'existant de son vivant. Les représentations postérieures ne donnent pas d'indication sur sa corpulence, ou sur les traits de son visage.

## Saint Benoît dans les arts
La fécondité de l'ordre de saint Benoît et la prodigieuse diffusion de ses monastères expliquent tant la grande quantité des images du saint que leur répartition sur tout le continent européen. Elle n'aurait pu l'être à ce point sans la longue biographie (hagiographie) qui remplit tout le Livre II des Dialogues de Grégoire le Grand. C'est pourquoi la personne, la vie et l'activité de Benoît de Nursie constituent l'un des ensembles les plus riches de l'iconographie des saints de l'Occident. Les nombreuses merveilles que Grégoire lui a tressées, ont offert aux siècles suivants une matière favorable à la création artistique. Les moines font appel aux meilleurs artistes de leur temps, il s'ensuit que du point de vue purement artistique, les œuvres d'art inspirées par le saint sont souvent d'une valeur exceptionnelle.

### Peinture

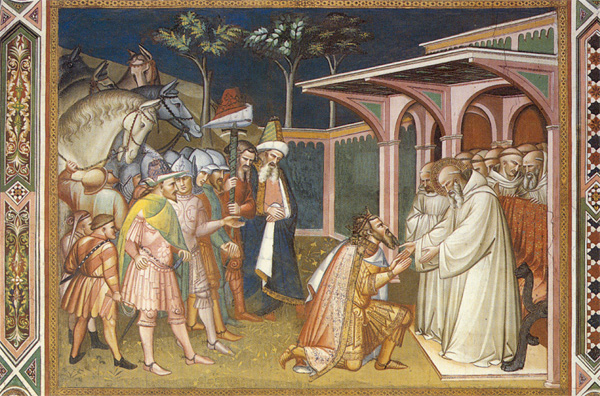
Totila et Saint Benoît, vers 1400-1410, de Spinello Aretino, Abbaye territoriale Santa Maria de Monte Oliveto Maggiore, Florence.

Saint Benoît porte le plus souvent la coule noire des bénédictins et parfois la blanche cistercienne. Il tient quelquefois en main un goupillon, mais porte le plus souvent sa règle et une crosse d'abbé. Un corbeau tenant dans son bec un morceau de pain, un calice avec des serpents, un bâton sont d'autres attributs iconographiques du saint.
- Fra Angelico, Saint Benoît à Subiaco (v. 1430), Musée Condé, Chantilly ;
- Fra Angelico, Saint Benoît (v. 1440), Minneapolis Institute of Arts, Minneapolis ;
- Lorenzo Monaco, Épisodes de la vie de saint Benoît (v. 1407-1409), peinture sur bois, 30 x 65 cm, musées du Vatican, Rome ;
- Simone Martini, Saint Benoît, Assise, église inférieure, fresque de 1322-1326 ;
- Spinello Aretino, Cycle de la vie de saint Benoît (1387), fresques, sacristie de l'église de San Miniato al Monte, Florence ;
- Dans la grotte du monastère de la Sacro Speco :
  - Maître Conxolus, Saint Benoît et les religieux Maur et Placide, au bord du lac (fresque de la fin du XIIIe siècle),
  - D'un maître romain vraisemblablement, Saint Benoît (début du XIIIe siècle).
- Pérugin, Saint Benoît (1485-1498), Vatican ;

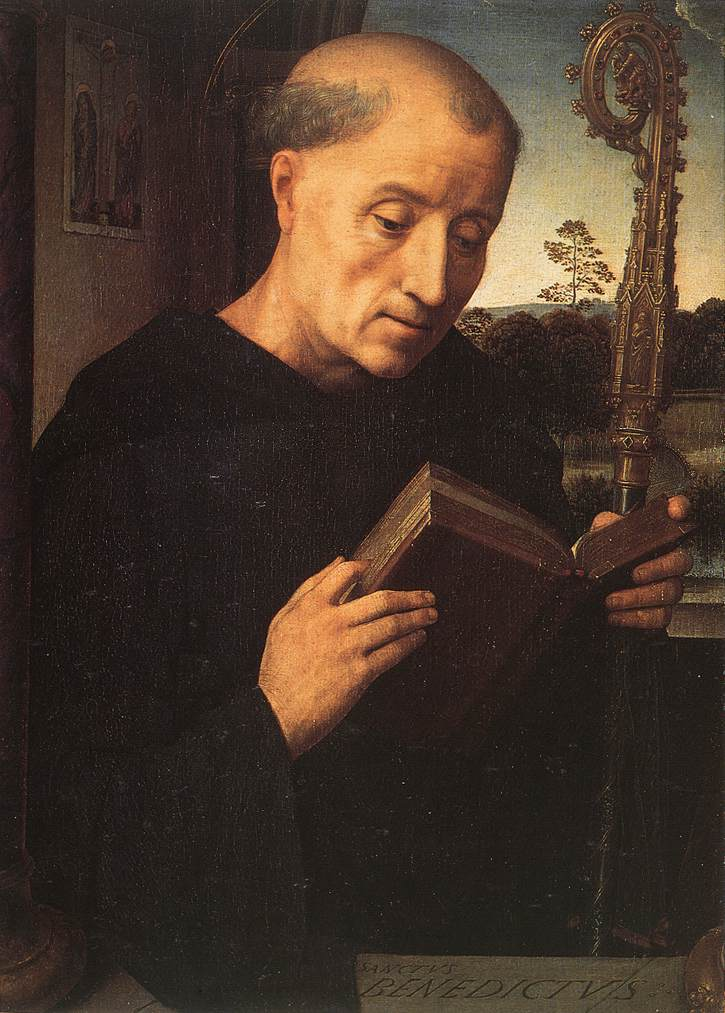
Benoît, (détail), Hans Memling, triptyque de Benedetto Portinari (1487).

- Hans Memling, Saint Benoît, volet gauche du triptyque de Benedetto Portinari, galerie des Offices, Florence ;
- Gentile da Fabriano et Niccolò di Pietro Gerini, Saint Benoît enfant répare le crible cassé (v. 1415-1420), galerie des Offices, Florence ;
- Maître de Meßkirch, Saint Benoît ermite (v. 1540), Staatsgalerie, Stuttgart ;
- Filippo Lippi, Saint Benoît ordonne à saint Maur de secourir saint Placide (v. 1445), National Gallery of Art, Washington ;
- Le Sodoma et Luca Signorelli, Scènes de la vie de saint Benoît (v.1503), abbaye territoriale Santa Maria de Monte Oliveto Maggiore ;
- Lorenzo Monaco, Scènes de la vie de saint Benoît (v. 1407-1409), National Gallery, Londres ;
- Gérard David, Vierge entre saint Jérôme et saint Benoît, triptyque du palais municipal de Gênes, vers 1500 ;
- Raphaël, La sainte Trinité et les saints Maur, Placide et Benoît, fresque de 1505-1508, chapelle San Severo de Pérouse ;
- Bertoldo di Giovanni, Saint Benoît entre deux anges, peinture du XVe siècle, musée Bardini, Florence ;
- Pinturicchio, Notre-Dame dans la gloire avec les saints Grégoire le Grand et Benoît, 1512, San Gimignano, Museo Civico ;
- Giovanni Bellini, Saint Benoît, volet de droite d'un triptyque, 1488, église des Frari, Venise ;
- Pierre-Paul Rubens, Miracles de saint Benoît, tableau, musées royaux des beaux-arts de Belgique, vers 1630-1635 ;
- Jan van Coninxloo, Le miracle du crible brisé, volet d’un retable, deuxième quart du XVIe siècle, musées royaux des beaux-arts de Belgique ;
- Jean Provost, Le couronnement de la Vierge entourée de saint Benoît et saint Bernard, château de Hampton Court, fin du XVe siècle.

### Sculpture

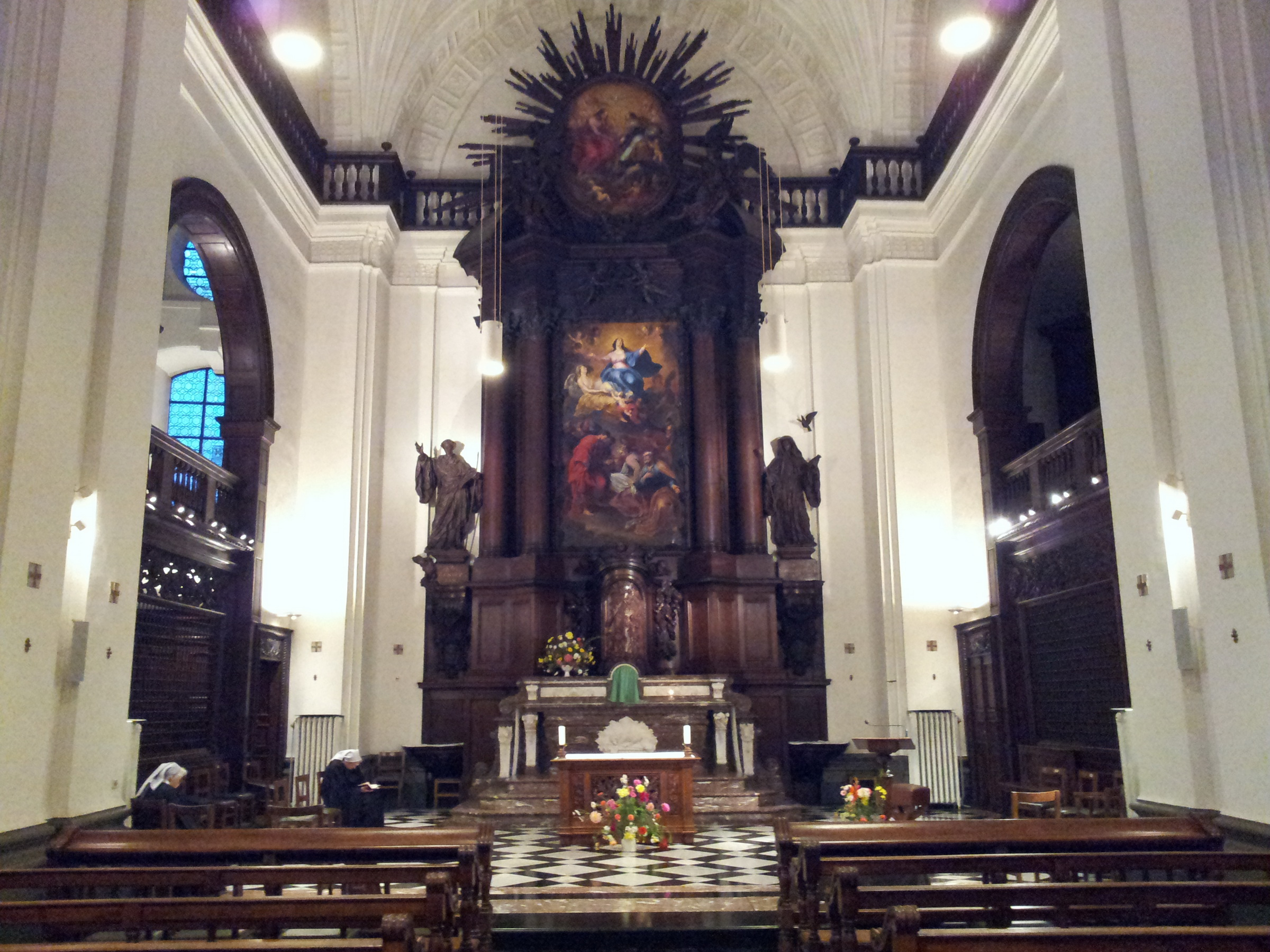
Maître-autel avec statues de Saint Benoit et Sainte Scholastique, 1690, Arnold de Hontoire, Abbaye de la Paix Notre-Dame de Liège.

- Albert van den Brulle, Saint Benoît expulse le diable d'un moine possédé, sculpture en relief des stalles de la basilique San Giorgio Maggiore de Venise ;
- Jacques Bergé, Saint Benoît ;
- Denis Georges Bayar, Saint Benoît, église abbatiale de Saint-Guibert à Gembloux, relief, 1750-1760 ;
- Laurent Delvaux, cathédrale Saints-Michel-et-Gudule de Bruxelles, statue en marbre, 1753 ;
- Saint Benoît, abbaye Sainte-Marie de Souillac, tympan de pierre, XIIe siècle ;
- Cristóbal de Salamanca (es), Saint Benoît, cathédrale de Tortosa, stalle du chœur, XVIe siècle ;
- Michael Pacher, Saint Benoît, statue en bois, détail du retable de Saint-Wolfgang, église paroissiale de Sankt Wolfgang (Salzkammergut), 1477-1481 ;
- Arnold de Hontoire, Saint Benoît, statue en bois, abbaye des bénédictines Paix-Notre-Dame de Liège, vers 1690 ;
- Tilman Riemenschneider, Tombeau de l'empereur Henri II et de l'impératrice Cunégonde, Saint Benoît guérit l'empereur d'un calcul rénal, cathédrale de Bamberg ;
- Renier Panhay de Rendeux, Notre-Dame avec l'Enfant, donnant le rosaire à saint Dominique et à Saint Benoît, basilique de Saint-Hubert, 1742.

### Gravure
- Sébastien Le Clercq, Un prêtre partage avec Benoît son repas pascal, gravure de « Vie et miracles du bienheureux père saint Benoît », Metz, 1658 ;
- Wenzel Hollar, Généalogie de l'ordre de Saint-Benoît, gravure, Bibliothèque royale de Belgique, Cabinet des estampes, XVIIe siècle ;
- Boniface Gallner (moine bénédictin de l'abbaye de Melk), Regula emblematica Sancti Benedicti, Livre illustré de 187 emblèmes, 1728.

### Cinéma
Benoît de Nursie est le personnage principal du film italien en noir et blanc Il sole di Montecassino, réalisé en 1945 par Giuseppe Maria Scotese. Dans ce long métrage, Benoît est interprété par l'acteur Fosco Giachetti.

## Postérité

### Dévotion et patronage

#### Patronages, titres et rôles dans la foi populaire

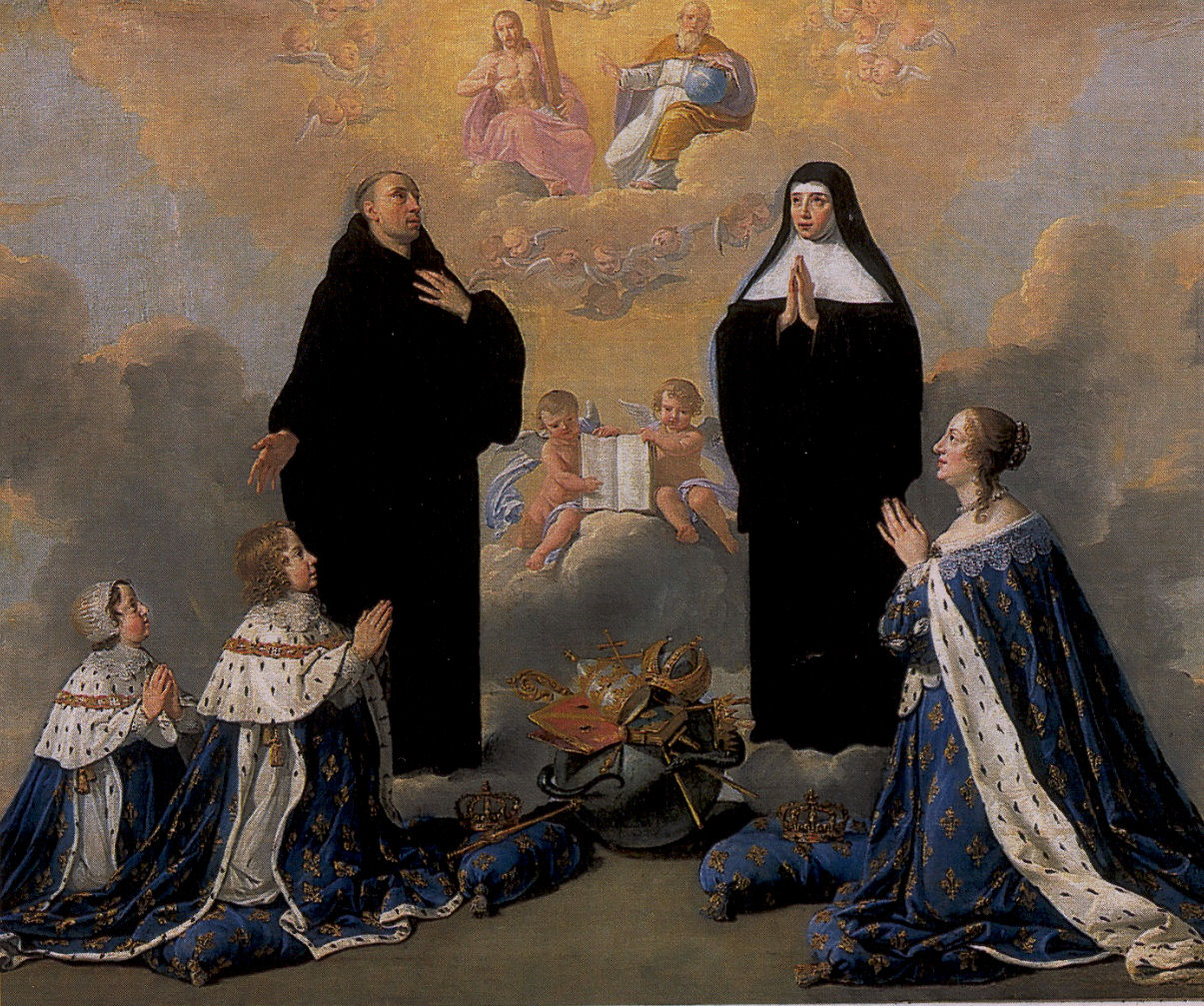
Anne d'Autriche et ses fils priant devant saint Benoît et sainte Scolastique, par Philippe de Champaigne.

Saint Benoît est le patron des ingénieurs civils, des fermiers et des ouvriers agricoles, des spéléologues, des mourants et des moines.
Benoît est encore invoqué comme protecteur des écoliers (les patriciens romains lui confiaient leurs fils), des hommes de guerre, des dinandiers et chaudronniers et aussi du bétail. En France, il était également le protecteur des Capétiens.
Il a été proclamé patron de toute l'Europe (patronus totius Europæ) le 24 octobre 1964 par le pape Paul VI, qui lui a aussi attribué les titres de messager de la paix (pacis nuntius), architecte de l'unité (unitatis effector), maître de la culture et de la civilisation (civilis cultus magister), héraut de la foi chrétienne (religionis christianæ præco) et fondateur du monachisme occidental (monasticæ vitæ in occidente auctor). Comme patron de l'Europe et de par les principes qu'il a édictés dans sa règle, il est le saint patron des scouts d'Europe.
Il est invoqué traditionnellement par les catholiques contre les piqûres d'orties, le poison, l'érésipèle, la fièvre, les tentations, les maladies inflammatoires, la gravelle, et la maladie de la pierre.

#### Dates de fête
Jusqu'au concile de Vatican II, saint Benoît était vénéré deux fois dans l'année en Occident : le 11 juillet (fête), date anniversaire de la translation de ses reliques à l'abbaye de Saint-Benoît-sur-Loire, et le 21 mars (mémoire), anniversaire de sa mort. Lorsque le calendrier romain fut remanié par le pape Paul VI dans la suite du concile, c'est la date du 11 juillet qui a été retenue. En Orient, saint Benoît est fêté le 14 mars.

#### Reliques
Les reliques de saint Benoît sont conservées dans la crypte de l'abbaye de Saint-Benoît-sur-Loire, près d'Orléans, et de Germigny-des-Prés, où se trouve une église carolingienne, dans le Centre de la France.

#### Médaille de saint Benoît

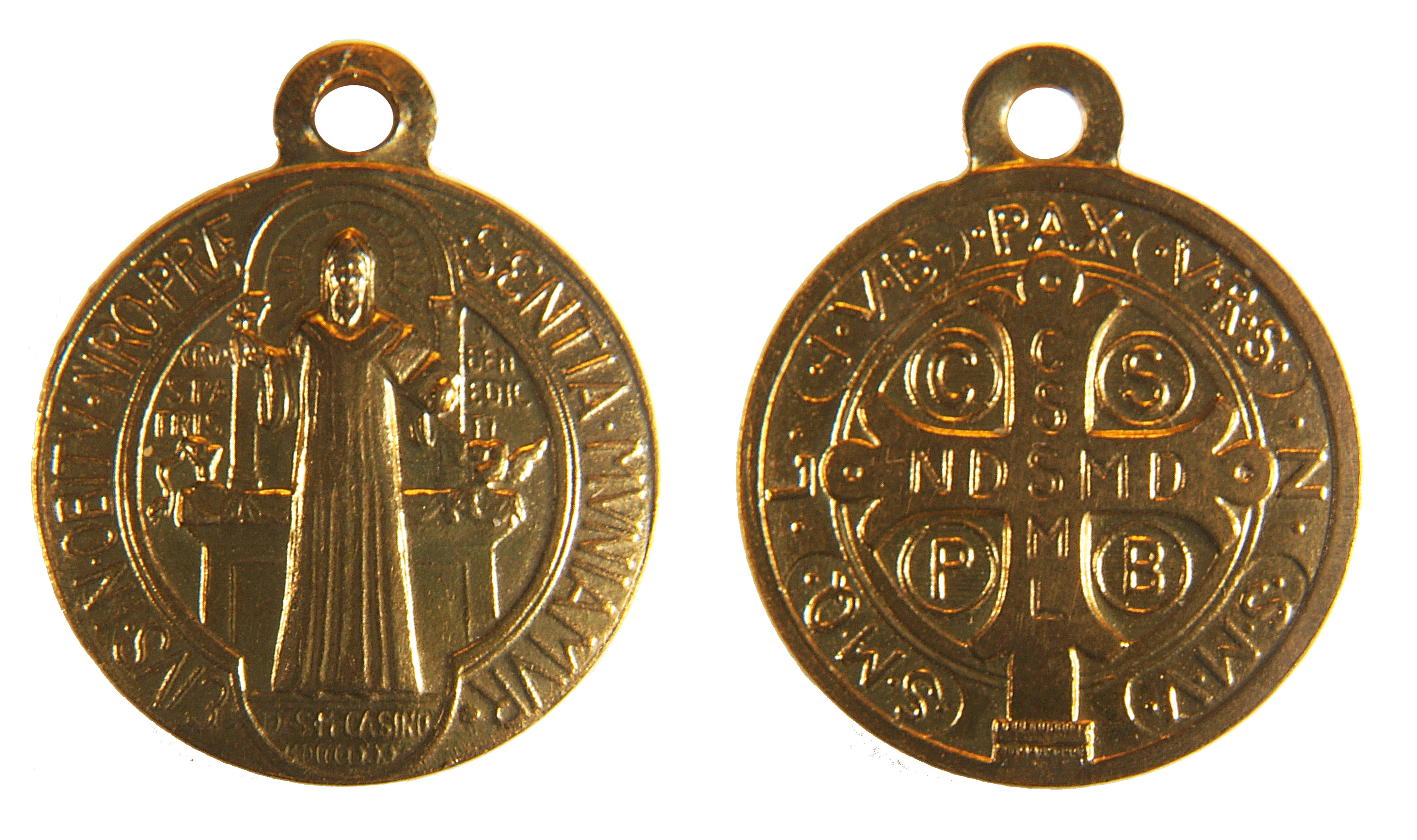
Les deux faces de la médaille de saint Benoît.

La médaille de saint Benoît est, depuis le Moyen Âge, gage de la protection du saint à qui la porte avec vénération.
Prière de st. Benoît : CSPB : Crux Sanctis Patris Benedicti (Croix du saint père Benoît)
CSSML : Crux Sacra Sit Mihi Lux (Que la croix sainte soit ma lumière)
NDSMD : Non Draco Sit Mihi Dux (Que le dragon ne soit pas mon guide)
VRS : Vade Retro Satana (Retire-toi, Satan)
NSMV : Nunquam Suade Mihi Vana (Ne me conseille jamais tes vanités)
SMQL : Sunt Mala Quæ Libas (Les breuvages que tu offres c'est le mal)
IVB : Ipse Venena Bibas (Bois toi-même tes poisons)

### Hommages
De nombreux papes ont choisi le nom de règne de Benoît en hommage à Benoît de Nursie. Benoît XVI a choisi son nom de règne en s'inspirant de saint Benoît et de Benoît XV.

#### Œuvre de Benoît de Nursie
- la Règle de saint Benoît (latin / français), Desclée de Brouwer, 1997  (ISBN 978-2-2200-4086-8).
- La règle de Saint Benoît, Éditions de Solesmes, 2005, 121 p. (ISBN 978-2-8527-4079-2). .

#### Livres sur Benoît de Nursie
- Adalbert de Vogüé, Autour de saint Benoît, Éditions Abbaye de Bellefontaine, coll. « Vie Monastique, no 4 », 1975.
- Dom Ildefons Herwegen, Saint Benoît : pour le 1 500e anniversaire de la naissance de saint Benoît, Desclée de Brouwer, 1980.
- Adalbert de Vogüé, Saint Benoît : Homme de Dieu, Paris, Les Éditions de l'atelier, coll. « Mémoire d'homme mémoire de foi », 1993, 132 p. (ISBN 2-7082-3023-9).
- Bénédicte Demeulenaere, Saint Benoît, Paris, Éditions du Rocher, coll. « Régine Pernoud », 1996, 137 p. (ISBN 2-268-02361-3).
- Pierre Chavot, Saint Benoît, Paris, Flammation, coll. « les petits livres des Saints », 2001, 62 p. (ISBN 2-08-010416-0).
- Claude Jean-Nesmy (trad. du latin), Saint Benoît : et la vie monastique, Paris, Seuil, coll. « Point Sagesses », 2001, 167 p. (ISBN 2-02-040765-5).
- Alain Boureau (sous la dir.), Jacques de Voragine, La Légende dorée, Gallimard, coll. Bibliothèque de la Pléiade, 11 mars 2004  (ISBN 9782070114177).
- Viktor Dammertz, Saint Benoît père de l'Occident : Benoît-Patron de toute l'Europe, Anvers, Fonds Mercator, 1980, 477 p., « Titres de Benoît »
- Maur Standaert, Saint Benoît père de l'Occident : La vie et la règle de saint Benoît, Anvers, Fonds Mercator, 1980, 477 p., « Chapitre 1 »
- Jan Karel Steppe, Saint Benoît père de l'Occident : Saint Benoît dans les arts plastiques, Anvers, Fonds Mercator, 1980, 477 p., « Chapitre 2 »
- Jean Décarreaux, Saint Benoît père de l'Occident : Esquisse historique du monachisme bénédictin, Anvers, Fonds Mercator, 1980, 477 p., « Chapitre 3 »
- Léo Moulin, Saint Benoît père de l'Occident : La vie bénédictine quotidienne hier et aujourd'hui, Anvers, Fonds Mercator, 1980, 477 p., « Chapitre 4 »
- Claude-Jean Nesmy, Saint-Benoît et la vie monastique, Points, coll. « Poche », 2001, 176 p. (ISBN 978-2-0204-0765-6)
- Dom Paul Emmanuel Clénet, Peut-on parler d'une mystique de Saint Benoît ? publié sur Lettre des oblatures bénédictines, septembre 2017
- Daniel-Odon Hurel, Saint Benoît, Perrin, coll. « Biographie », 2019, 450 p. (ISBN 978-2-262-03432-0).

#### Ouvrages spirituels sur saint Benoît
- Émilie Bonvin, Manuel des prières à Saint Benoît, Éditions Cristal, 2007  (ISBN 978-2-8489-5032-7).
- Émilie Bonvin, Saint Benoît, prières et neuvaines, collection poche, Éditions Exclusif, 2011  (ISBN 978-2-8489-1091-8).